# ワン・リーホン
ワン・リーホン（王 力宏、Wang LeeHom、1976年5月17日 - ）は、アメリカ合衆国・ニューヨーク州出身の華人で台湾を拠点に活動をしている男性歌手、俳優。血液型O型。

## 人物
1995年、19歳の時、台湾BMGより歌手デビュー。1999年「第10回金曲奨流行音楽」では「最優秀国語歌唱賞」と「最優秀アルバムプロデューサー」の2部門を受賞した。2003年には『たった一人の君へ／ラスト・ナイト』で日本デビュー（ソニー・ミュージックジャパンインターナショナル）を果たした。
幼い頃より音楽的才能を発揮し、兄が始めたのに影響を受けてヴァイオリンを始め、ピアノ、ギターを学ぶ。マサチューセッツ州のウィリアムズ大学に入学し、音楽を専攻する。卒業後、バークリー音楽院に入学してジャズを専攻、現在は休学中である。
家族は医師の父、経営学修士 (MBA) の母、2歳半年上でシカゴ大学医科大学院在学中の兄Leo、9歳年下でマサチューセッツ工科大学 (MIT) 在学中の弟Lee-Kaiの5人家族。
俳優としても活躍は目覚しく、CM、映画に数多く出演している。日本でも『MOON CHILD』にGackt、山本太郎、そしてhydeらと出演している。『SPY_N』では藤原紀香とも共演している。
英語、中国語、台湾語、フランス語、日本語(日本語は流暢ではない)が話せる。
2015年1月台湾にて新譜を発売した。2015年5月に出演映画「ブラックハット」が日本で上映予定。

## 私生活
2013年11月に台湾育ちの日系・香港系ハーフの米国籍の女性と結婚し、2014年7月に第一子女児が誕生した。
2021年12月に離婚。元妻との間には一男二女をもうけた。

## 出演作品
- SPY_N（2000年）【香】- アレックス（張力 / 阿力）  役
- 拳神 KENSHIN（2001年）【香】- クァン（山之光） 役
- MOON CHILD （2003年）【日】- 孫定賢 役
- 真昼ノ星空（2005年）【日】- リャンソン （梁嵩）役
- ラスト、コーション（2007年）【台】- クァン・ユイミン  （鄺裕民）役
- ラスト・ソルジャー（2010年）衛の将軍役
- 恋爱通告  (2010年）【台】-監督  -杜明漢 役
- ブラックハット（2015年）チェン・ダーワイ大尉 役
- ソード・オブ・レジェンド 古剣奇譚（2018年）
- アグリードール UglyDolls （2019年） - ラッキー・バット 役 ※声の出演

## ディスコグラフィー

### シングル
| 枚  | 発売日        | タイトル                         | 規格品番 |
| --- | ------------- | -------------------------------- | -------- |
| 1st | 2003年4月16日 | たった一人の君へ／ラスト・ナイト | EICP-206 |
| 2nd | 2003年10月1日 | 愛の奇蹟                         | SICP-429 |
| 3rd | 2004年4月21日 | Dream Again                      | SICP-951 |

### アルバム
| 枚  | 発売日        | タイトル           | 規格品番                                  |
| --- | ------------- | ------------------ | ----------------------------------------- |
| 1st | 2003年4月23日 | THE ONLY ONE       | EICP-207                                  |
| 2nd | 2004年6月23日 | HEAR MY VOICE      | SICL-122                                  |
| 3rd | 2005年9月21日 | 心の陽〜心中的日月 | SICP-888/9（初回盤） SICP-890（通常盤）   |
| 4th | 2006年4月5日  | Heroes Of Earth    | SICP-1061/2（初回盤） SICP-1063（通常盤） |
| 5th | 2007年8月29日 | 改変自己           | SICP-1457                                 |
| 6th | 2009年2月18日 | 心・跳             | SICP-2137                                 |
| 7th | 2014年7月30日 | The Free Show 2014 | SP-00301                                  |

| 枚   | 発売日         | タイトル         | English Title          |
| ---- | -------------- | ---------------- | ---------------------- |
| 1st  | 1995年12月9日  | 情敵貝多芬       | Love Rival Beethoven   |
| 2nd  | 1996年8月7日   | 如果妳聴見我的歌 | If You Heard My Song   |
| 3rd  | 1996年12月27日 | 好想你           | Miss you               |
| 4th  | 1997年7月18日  | 白紙             | White Paper            |
| 5th  | 1998年8月21日  | 公転自転         | Revolution             |
| 6th  | 1999年6月22日  | 不可能錯過你     | Impossible to Miss You |
| 7th  | 2000年6月5日   | 永遠的第一天     | Forever's First Day    |
| 8th  | 2001年9月27日  | 唯一             | The One and Only       |
| 9th  | 2003年10月15日 | 不可思議         | Unbelievable           |
| 10th | 2004年12月31日 | 心中的日月       | Shangri-La             |
| 11th | 2005年12月30日 | 蓋世英雄         | Heroes of Earth        |
| 12th | 2007年7月13日  | 改変自己         | Change Me              |
| 13th | 2008年12月26日 | 心·跳            | Heart Beat             |
| 14th | 2010年8月13日  | 十八般武芸       | The 18 Martial Arts    |
| 15th | 2015年1月23日  | 你的愛。         | Your Love              |
| 16th | 2017年12月11日 | A.I.愛           | A.I. Love              |

### DVD
| 枚  | 発売日                                         | タイトル                          | 規格品番                           |
| --- | ---------------------------------------------- | --------------------------------- | ---------------------------------- |
| 1st | 2006年4月19日                                  | Heroes Of Earth                   | SIBP-63                            |
| 2nd | 2006年12月27日（DVD） 2007年1月24日（Blu-ray） | 2006 Heroes Of Earth Live Concert | SIBP-76/7（DVD） SIXP-1（Blu-ray） |